# یواس‌اس البیرو (ای‌کی-۹۰)
یواس‌اس البیرو (ای‌کی-۹۰) (به انگلیسی: USS Albireo (AK-90)) یک کشتی بود که طول آن ۴۴۱ فوت ۶ اینچ (۱۳۴٫۵۷ متر) بود. این کشتی در سال ۱۹۴۳ ساخته شد.